# ترس (فیلم ۱۹۱۷)
«ترس» (انگلیسی: Fear (1917 film)) فیلمی در ژانر ترسناک به کارگردانی روبرت وینه است که در سال ۱۹۱۷ منتشر شد. از بازیگران آن می‌توان به کنراد وایت و برنهارد گوتزکه اشاره کرد.